# Красноармейский (Новокорсунское сельское поселение)
Красноармейский — хутор в Тимашёвском районе Краснодарского края России.
Входит в состав Новокорсунского сельского поселения.

## Население
| 2002 | 2010 | 2021 |
| ---- | ---- | ---- |
| 166  | ↘154 | ↗158 |

## Уличная сеть
- ул. 17 Партсъезда,
- ул. Выгонная,
- ул. Западная,
- ул. Почтовая[6].